# Puebla de la Calzada (kommunhuvudort)
Puebla de la Calzada är en kommunhuvudort i Spanien. Den ligger i provinsen Provincia de Badajoz och regionen Extremadura, i den sydvästra delen av landet, 300 km sydväst om huvudstaden Madrid. Puebla de la Calzada ligger 194 meter över havet och antalet invånare är 5 604.
Terrängen runt Puebla de la Calzada är platt. Runt Puebla de la Calzada är det ganska tätbefolkat, med 58 invånare per kvadratkilometer. Närmaste större samhälle är Montijo, 1,7 km norr om Puebla de la Calzada. Trakten runt Puebla de la Calzada består till största delen av jordbruksmark.